# Aprilia Pegaso 650
Aprilia Pegaso 650 – włoski motocykl typu turystyczne enduro produkowany przez firmę Aprilia w latach 1992-2009.

## Dane techniczne/Osiągi
Silnik: singel

Pojemność silnika: 652 cm³

Moc maksymalna: 50 KM/7000 obr./min

Maksymalny moment obrotowy: 59 Nm/6500 obr./min

Prędkość maksymalna: 173 km/h 

Przyspieszenie 0-100 km/h: 5,4